# Platycheirus scutigera
Platycheirus scutigera är en tvåvingeart som först beskrevs av Fluke 1945.  Platycheirus scutigera ingår i släktet fotblomflugor, och familjen blomflugor.
Artens utbredningsområde är Ecuador. Inga underarter finns listade i Catalogue of Life.